# Haedus
Haedus (Eta del Cotxer / η Aurigae) és una estrella de la constel·lació del Cotxer. Amb ε i ζ Aurigae, forma un asterisme conegut com els Cabrits. El nom d'aquesta estrella en llatí és significa Cabrit.
Eta Aurigae és una blanca-blava de tipus B de les nanes de la seqüència principal amb una magnitud aparent de +3,18. Està aproximadament a 219 anys llum de la Terra.